# Domenico Umberto D’Ambrosio
Domenico Umberto D’Ambrosio (ur. 15 września 1941 w Peschici) – włoski duchowny katolicki, arcybiskup Lecce w latach 2009-2017.

## Życiorys
Święcenia kapłańskie otrzymał 19 lipca 1965 i został inkardynowany do archidiecezji Manfredonia-Vieste. Po święceniach został nauczycielem w seminarium w Manfredonii, zaś w 1970 został proboszczem parafii św. Leonarda w San Giovanni Rotondo.
14 grudnia 1989 papież Jan Paweł II mianował go ordynariuszem diecezji Termoli-Larino. Sakry biskupiej udzielił mu 6 stycznia 1990 osobiście papież.
27 maja 1999 został arcybiskupem metropolitą Foggia-Bovino, zaś 8 marca 2003 został przeniesiony do archidiecezji Manfredonia-Vieste-San Giovanni Rotondo oraz mianowany delegatem Stolicy Apostolskiej dla Dzieł św. Ojca Pio.
16 kwietnia 2009 papież Benedykt XVI mianował go arcybiskupem metropolitą Lecce. Ingres odbył się 4 lipca 2009.
29 września 2017 przeszedł na emeryturę.